# Foghat
Foghat je britská rocková skupina, založená na začátku sedmdesátých let dvacátého století. Svoji nejslavnější éru si prožila hned na začátku v polovině sedmdesátých let. Kapela hraje žánr, který lze definovat jako "blues-rock" nebo boogie rock, mezi hudebními nástroji dominují elektrické kytary, především elektrická slidová kytara. Skupina získala za dobu svého působení pět zlatých desek. Skupina se prosadila i během rozběhlé disco éry. V průběhu 80. let však jejich vliv ubývá.

## Historie

### Úspěšný start (1971 – 1979)
Kapelu založili Dave (Lonesome) Peverett (zpěv, kytara), Tony Stevens (baskytara) a bubeník Roger Earl na začátku roku 1971, když se oddělili od skupiny Savoy Brown. K nim se ještě přidal slidekytarista Rod Price. V roce 1972 vydali svoji první desku s názvem Foghead, na kterém přezpívali hit Willieho Dixona "I Just Want to Make Love to You". Své druhé album s názvem Rock and Roll vydali v roce 1973 dosáhlo ocenění zlatá deska. V roce 1974 následují zlatá deska Energized a Rock and Roll Outlaws, které však na zlatou desku nedosáhlo. Následující album z roku 1975 s názvem Fool for the City získalo platinové ocenění. Stevens se poté rozhodl skupinu opustit kvůli nekonečnému cestování. Nejprve ho nahradil Nick Jameson, toho posléze vystřídal Craig MacGregor. Kapela postupně vydala tři úspěšná alba Night Shift v roce 1976, živé album Foghat Live z roku 1977 a Stone Blue v roce 1978, všechny dostali ocenění zlatou deskou. První velký hit byl již v albu z roku 1975 s názvem "Slow Ride", nejprodávanějším albem se však stalo živé album, kterého se vyprodalo přes 2 miliony kusů. Následovaly další hity jako "Drivin' Wheel", "Stone Blue", či "Third Time Lucky (The First Time I Was a Fool)".

### Změny složení a drobný úpadek (1980 – 1989)
Rod Price však přestával zvládat nápor neustálého cestování a navíc se mu nelíbil odsun od klasického boogie stylu ke stylům New Wave a Pop, a tak se v listopadu roku 1980 rozhodl odejít. Jako náhrada za něj přišel Eric Cartwright. Alba vydaná na počátku 80. let už nikdy nedosáhla takové prodávanosti jako alba z let 1976-1978. V roce 1982 skupinu opustil MacGregor, místo něj se vrátil Nick Jameson, který se skupinou nahrál alba In the Mood for Something Rude z roku 1982 a Zig-Zag Walk z roku 1983.
Když se Dave Peverett v roce 1984 vrátil zpět do Anglie, nakrátko se skupina rozpadla. Iniciativy se však chopil Roger Earl, který spolu s MacGregorem a Cartwrightem obnovili činnost a přibrali nového zpěváka Erica Burgesona a skupina nadále cestovala až do začátku 90. let. Skupinu podpořilo několik baskytaristů bratr Erica Cartwrighta Brett či Jeff Howell. Burgesona na přelomu 80. a 90. let vystřídali nejprve Phil Nudelman a poté Billy Davis. Později v 90. letech do skupiny přišel baskytarista Dave Crigger.

### Peverettův návrat do skupiny (1990 – 1999)
V roce 1990 se Dave Peverett vrátil do Spojených států, nejprve však vytvořil vlastní "Lonesome Dave's Foghat" ve spolupráci s Bryanem Bassettem, Stephenem Deesem a Eddiem Zynem. Poslední dva jmenovaní hráli také s duem Hall & Oates. V roce 1991 přilákal Deese baskytarista Rift West do skupiny Molly Hatchet a ve skupině se jako zvláštní host objevil Rod Price.
Producent Rick Rubin v roce 1993 zorganizoval obnovení skupiny v původním složení. I když je Rubin dále nemohl podporovat, skupina se odrazila od země a v roce 1994 vydala album s názvem Return of the Boogie Men. Dále pak následovala dvě živá alba Road Cases v roce 1998 a King Biscuit Flower Hour z roku 1999. Po šesti letech se Rob Price rozhodl odejít na odpočinek a na jeho místo nastoupil Bryan Bassett, který v mezidobí hrál u Molly Hatchet.

### Černé (a) nové tisíciletí (2000 – současnost)

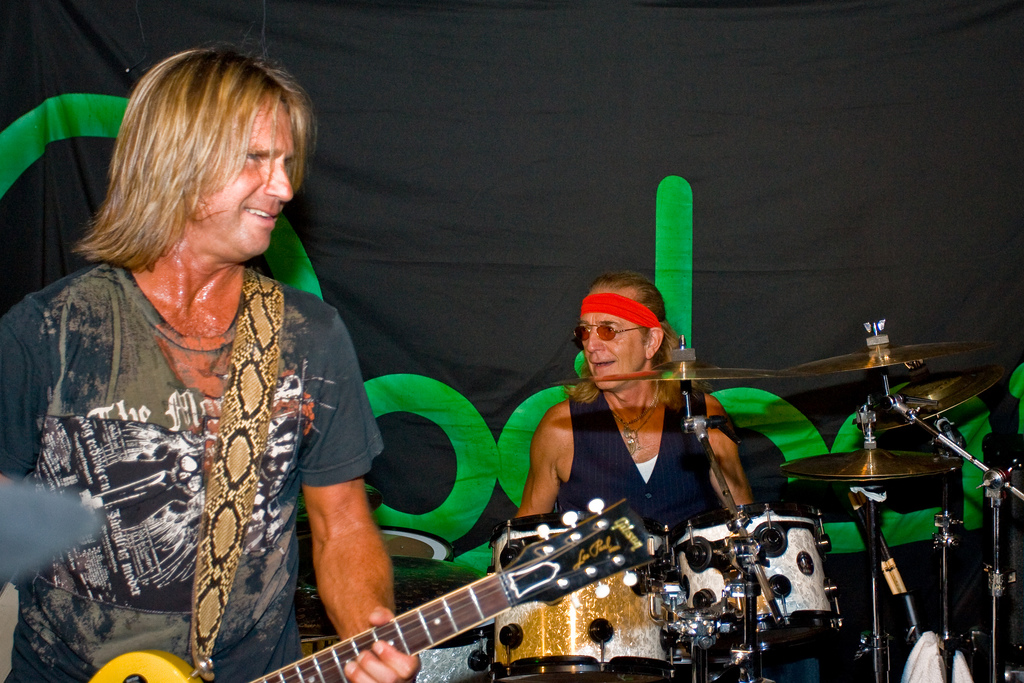
Charlie Huhn (vlevo) a Roger Earl (vpravo) při koncertě Foghat

Začátek nové dekády přinesl velkou ránu. 17. února 2000 ve věku 56 let zemřel zakládající člen Dave Peverett na důsledky rakoviny ledvin. O pět let později 22. března 2005 zemřel i druhý zakládající člen Rod Price ve věku 57 let na srdeční zástavu.
Roger Earl dlouho nemohl najít náhradu za zesnulého zpěváka, až konečně vybral Charlieho Huhna a všichni zbývající členové skupiny se shodli, že je pro kapelu nejlepší volbou. V roce 2004 vydali živé DVD s názvem The Official Bootleg DVD, Volume 1, na konci roku Tonyho Stevense vystřídal znovu Craig MacGregor. V roce 2007 vydali další živé cd s názvem FOGHAT LIVE II, na počest 30. výročí od vydání nejprodávanějšího alba v historii skupiny (Foghat Live (1977)).
V posledních letech si skupina získává novou vlnu fanoušků např. vystoupením v některých videohrách jako je Guitar Hero. Jejich nejnovější deska z roku 2010 se jmenuje Last Train Home. O takovém albu snili společně Roger Earl s Davem Peverettem. Obsahuje nahrávky jejich nejoblíbenějších bluesových písní, několik vlastních hitů a dva songy od speciálního hosta Eddieho Kirklanda .
Skupina nikdy nepřestala cestovat a hrát. Od Peverettovy smrti v roce 2000 hraje skupina de facto ve stálém složení Roger Earl, Craig MacGregor, Charlie Huhn a Bryan Bassett. Na krátkou dobu v roce 2010 vystřídal Bobby Rondinelli ze skupin Rainbow a Black Sabbath Earla, když se zotavoval po operaci a poté Jeff Howell nahradil kvůli nemoci MacGregora. K roku 2011 je kapela opět kompletní.

## Diskografie
- 1972 – Foghat
- 1973 – Foghat (Rock and Roll)
- 1974 – Energized
- 1974 – Rock and Roll Outlaws
- 1975 – Fool for the City
- 1976 – Night Shift
- 1977 – Foghat Live (koncertní album)
- 1978 – Stone Blue
- 1979 – Boogie Motel
- 1980 – Tight Shoes
- 1981 – Girls to Chat and Boys to Bounce
- 1982 – In the Mood for Something Rude
- 1983 – Zig-Zag Walk
- 1994 – Return of the Boogie Men
- 1998 – Road Cases (koncertní album)
- 1999 – King Biscuit Flower Hour (koncertní album)
- 2001 – Road Cases Version 2 (koncertní album)
- 2003 – Decades Live (koncertní album)
- 2003 – Family Joules
- 2006 – Live II (koncertní album)
- 2010 – Last Train Home
- 2016 – Under the Influence